# .300 Winchester Magnum

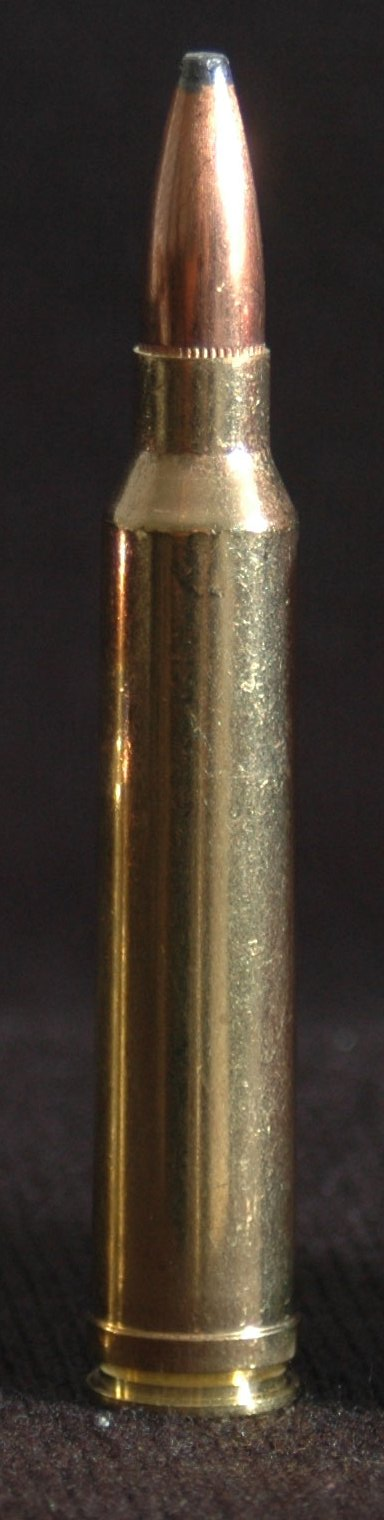
.300 Winchester Magnum.

El .300 Winchester Magnum (abreviado .300 Win Mag), ó 7,62 x 67 en el sistema métrico, es un cartucho metálico belted Magnum de fuego central, de casquillo con forma de botella y sin anillo, que fue diseñado para ser usado en rifles de cerrojo y concebido con fines de caza mayor, el cual se ha consolidado como el cartucho "magnum" más popular a nivel mundial así como uno de los más usados para la caza mayor de diferentes especies.  
El .300 Win Mag fue introducido por Winchester Repeating Arms Company en 1963, siendo el último de la familia de calibres Winchester Magnum en ser lanzado al mercado, precedido por el .264 Winchester Magnum, el .458 Winchester Magnum y el .338 Winchester Magnum, los cuales fueron introducidos a finales de la década de 1950. 
El .300 Winchester Magnum fue también la respuesta de Winchester al 7mm Remington Magnum, desarrollado por Remington que fue lanzado al mercado en 1962, el cual había eclipsado las ventas del entonces reciente .264 Winchester Magnum.

## Diseño

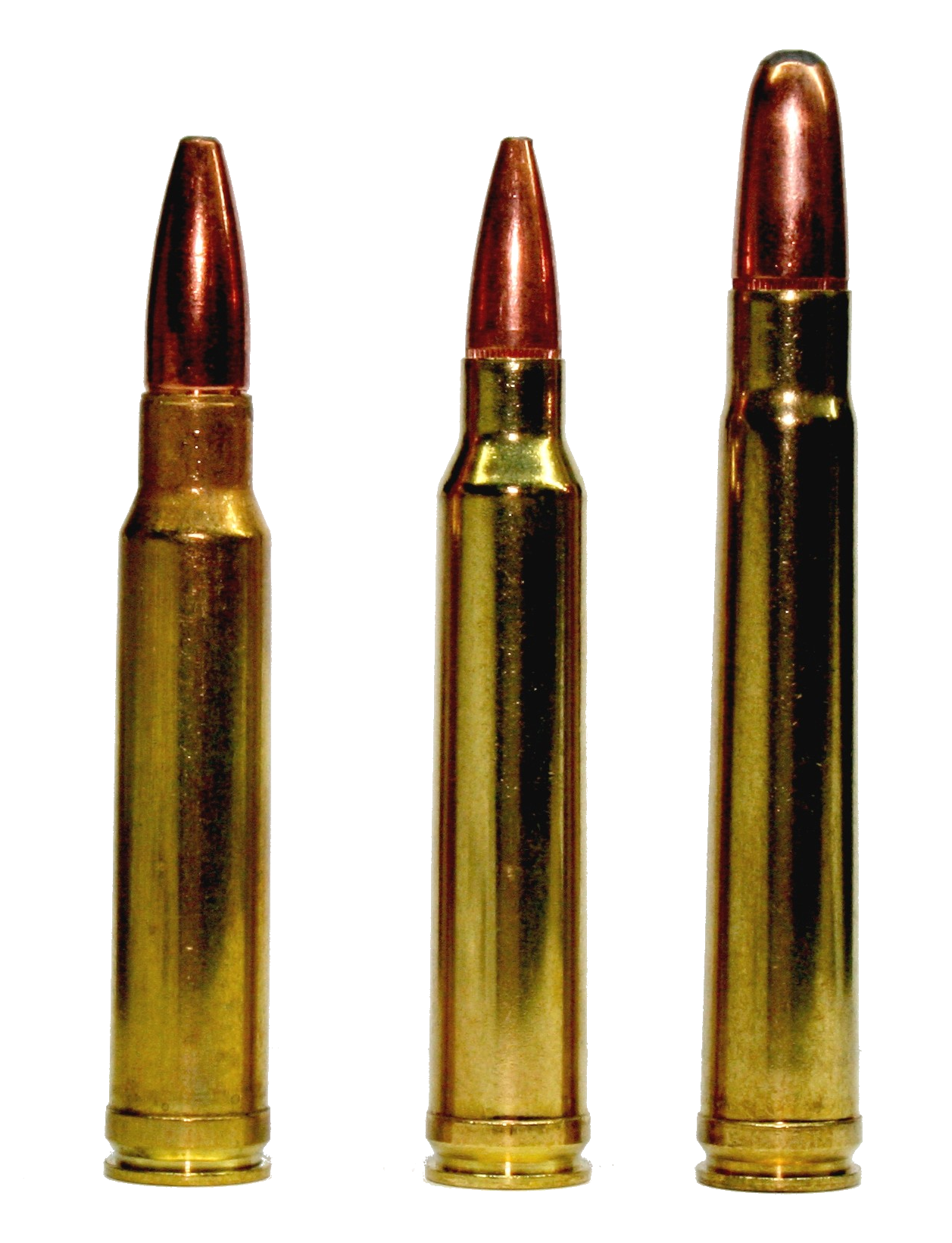
Diferentes tipos de cartuchos .300 Win Mag

Al igual que los otros cartuchos belted magnum, el diseño del .300 Win Mag, se basa en el casquillo del .300 Holland & Holland Magnum, que, a su vez se desarrolló ajustando el cuello del casquillo del .375 Holland & Holland Magnum, para alojar un proyectil calibre .308. Sin embargo, para diseñar el .300 Win Mag, se redujo la longitud total del casquillo para que este pueda ser alimentado en un mecanismo de cerrojo de longitud estándar, similar al utilizado en cartuchos como el .270 Winchester o el .30-06 Springifeld, del rifle de cerrojo Winchester Modelo 70. 
Otra característica del diseño del .300 Win Mag, es el aumento de la capacidad de carga del casquillo sin tener que aumentar su longitud, mediante el incremento de la altura del hombro a costas de una ligera reducción en la longitud del cuello del casquillo, característica que le permite generar una alta velocidad de salida; con un proyectil de 150 granos, de entre 3200 y 3300 pies por segundo de la boca del cañón, y con proyectiles de 180 granos, una velocidad de salida de aproximadamente 3,000 pies por segundo o más, dependiendo del tipo de pólvora utilizado, volviendo al .300 Win Mag en un competidor directo del .7mm Rem Mag y una alternativa al 300 Weatherby Magnum que pueda ser operado un mecanismo más corto, económico y en un rifle más liviano.

## Historia
Antes de que se diseñase el .300 Win Mag, ya existían otros ".300 magnum". En 1913, el .30 Newton había sido desarrollado después del lanzamiento del .300 H&H Magnum, en 1925, también conocido como el Super 30, pero que era demasiado largo para ser usado en un mecanismo Mauser o Springfield de longitud estándar.
En 1943, Roy Weatherby creó una línea de cartuchos propietarios, empezando por el .270 Weatherby Magnum, desarrollado a partir del casquillo H&H Magnum, reducido para ser aprovechado en un mecanismo de longitud estándar, y al que se le pronunció el ángulo de los hombros. El .300 Weatherby Magnum fue introducido al año siguiente, pero no se le redujo la longitud del casquillo para aprovechar al máximo la carga de pólvora, y de esta manera tuvo que ser usado de un mecanismo de longitud magnum largo. 
En 1958, Winchester emuló el desarrollo de los primeros casquillos de Weatherby, introduciendo tres cartuchos belted magnum; el .264 Winchester Magnum, el .338 Winchester Magnum y el .458 Winchester Magnum. Todos partiendo del casquillo del .375 Holland & Holland Magnum, reducido para ser alimentado de un mecanismo de longitud estándar. Pero la carencia de un .300 Magnum que pueda ser usado de un mecanismo estándar no pasó desapercibida, propiciando la aparición de cartuchos como el .30-388 Winchester y el .308 Norma Magnum, desarrollado por la fábrica de munición Norma, que para entonces producía los cartuchos Weatherby. 
El .300 Win Mag fue introducido finalmente por Winchester para ser usado en el Modelo 70. El nuevo cartucho fue el resultado de ajustar el cuello del .338 Winchester Magnum para alojar un proyectil calibre .30, y al que se aumentó la distancia entre la base y el hombro en 4 milímetros, y se le dio una longitud de 3 milímetros, causando que el cartucho tuviera un cuello más corto que el diámetro del proyectil. 
Si bien la popularidad del .300 Winchester Magnum no fue instantánea, en parte por la aparición del .7mm Remington Magnum el año anterior y porque al año siguiente de su introducción se descontinuó la versión  del Winchester Modelo 70 que contaba con un cerrojo de alimentación controlada. Con el paso del tiempo logró volverse el más popular de los cartuchos metálicos Magnum hasta la fecha.
La alta disponibilidad del .300 Win Mag y su disponibilidad en rifles populares como el Winchester Modelo 70, Remington 700 o el Ruger M77, han conferido al .300 Win Mag la popularidad que tiene hasta hoy. Aunque el .300 H&H Mag, .30-338 Winchester Magnum y el .308 Norma Magnum aparecieron antes, estos tres cartuchos se han vuelto prácticamente obsoletos, mientras que el .300 Win Mag ha venido ganando popularidad constantemente.

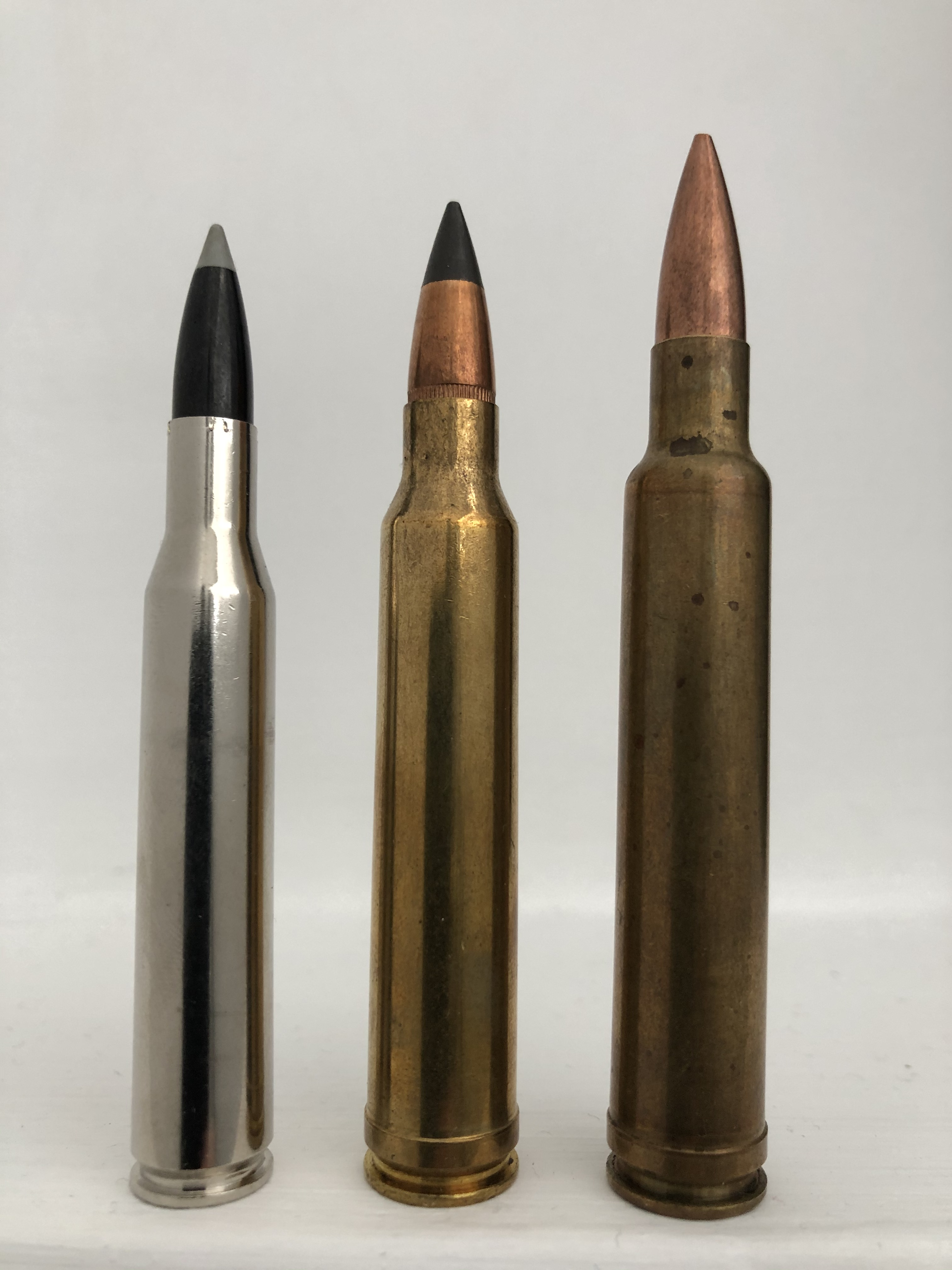
De izquierda a derecha: .270 Winchester (ballistic silvertip -130 granos),.300 Winchester Magnum (extreme point -150 granos), .300 Weatherby Magnum (Sierra Match king - 168 granos).

## Performance
El .300 Win Mag es un cartucho que fue desarrollado básicamente para fines de caza mayor, siendo capaz de abatir a cualquier especie de fauna en el mundo, pero solo ofreciendo una performance marginal para abatir a animales peligrosos de pellejo grueso como el elefante, búfalo del cabo o el rinoceronte. Sin embargo; el .300 Win Mag sobresale principalmente para la caza de cabras y ciervos de todo tamaño donde se pueden presentar distancias de tiro muy variables.  
Si bien fue creado netamente como cartucho de caza mayor, el .300 Win Mag también se volvió popular en competencias de tiro a larga distancia, además de ser adoptado por tiradores de elite en fuerzas policiales y unidades de francotiradores del Ejército de los Estados Unidos. 

### 130 granos
El .300 Winchester Magnum es un cartucho sumamente versátil capaz de estabilizar proyectiles de entre 120 y 220 granos con un cañón común con paso de 1:10 pulgadas. Si bien los pesos mas ligeros no cuentan con coeficientes balísticos muy altos, que se traducen en rápida perdida de energía y fácil desviación por causa de un viento cruzado, un proyectil de 130 granos puede superar los 3500 pies por segundo, otorgando una trayectoria bastante plana, y complementado con un proyectil monolítico como el Barnes TTSX, es sumamente adecuado para la caza de cérvidos y antílopes de contextura delgada.

### 150 granos
Con un proyectil de 150 granos, como el Nosler Ballistic Silvertip o el Accubond, (coeficiente balístico: .435), y una velocidad de salida, que, con algunas cargas puede llegar a alcanzar los 3400 pies por segundo, la máxima trayectoria plana alcanzará las 367 yardas, habiendo impactado tres pulgadas por encima del blanco a 100 yardas. La alta velocidad que le confiere una trayectoria plana, complementada con un proyectil de expansión rápida, lo vuelve sumamente efectivo para la caza de especies más ligeras de caza mayor, tales como el venado de cola blanca, el rebeco o el bura a distancias considerables. 

### 165 - 168 granos
Los proyectiles de 165 y 168 granos confieren al .300 Win mag una velocidad de salida de aproximadamente 3200 pies por segundo, que se traducen en una buena rasante para un proyectil con un mayor coeficiente balístico, que permite sortear vientos cruzados más eficientemente, volviendo al .300 Win Mag ideal para la caza de especies de tamaño medio en zonas de montaña y planicies.  

### 180 - 185 granos
Sin embargo; con pesos de a partir de 180 granos es que el .300 Winchester Magnum logra sus mejores prestaciones según muchos cazadores y tiradores, con velocidades iniciales promedio de entre 2950 y 3100 pies por segundo, dependiendo del tipo de pólvora, pero con un coeficiente balístico alto, que le permite retener suficiente energía y sortear el viento de manera más eficiente, para abatir presas de mayor tamaño como el wapiti, el ciervo rojo, el alce u antílopes grandes, o para la caza de montaña, donde es necesario que el proyectil pueda sortear el viento eficientemente y así mantener su energía a largas distancias.

### 190 - 220 granos
Los cartuchos cargados con proyectiles de pesos de entre 190 y 220 granos se han convertido una de las opciones más populares para competencias de tiro a largo alcance.
El .300 Winchester Magnum produce un gran retroceso, mayor que el .30-06 Springfield. Sin embargo, Remington y Hornady, han puesto a disposición cartuchos con bajo retroceso llamados "Managed-Recoil", que tienen un menor retroceso y un desempeño similar al .30-06.
El alcance máximo efectivo es generalmente de 1110 metros (1210 yardas), empleando balas con poca fuerza de arrastre. Los impactos con una precisión de menos de un minuto de arco a 910 metros (1000 yardas) no son raros empleando munición de competencia en fusiles construidos a pedido. La velocidad de una bala de 180 granos (11,7 gramos) con carga máxima de pólvora disparada desde un cañón de 61 cm (24 pulgadas) es de 907 ± 7,6 m/s (2975 ± 25 pies/segundo).

## Caza Mayor
Los rifles calibre 300 Winchester Magnum, por lo general cuentan con un cañón de un ratio de giro o paso de 1:10, que les permite estabilizar proyectiles de pesos de entre 120 y 220 granos, haciéndolo sumamente versátil para todo tipo de especies de caza mayor, con muy pocas excepciones.
Con munición comercial de 150 granos el 300 Win Mag alcanza una velocidad inicial de 3250 pies por segundo de la boca de un cañón de 24 pulgadas, logrando una trayectoria muy plana para cazar animales de tamaño medio como venados de cola blanca, ciervo mulo, carneros, cabras y corzos a distancias considerables de manera enfática. 
Cargado con proyectiles de 165 o 168 granos, el .300 Winchester Magnum ofrece también una trayectoria muy plana y un mayor coeficiente balístico, que le permite sortear vientos  cruzados sin ser desviado, volviéndolo una opción interesante para la caza a largas distancias en zonas de montaña. Debido al amplio espectro de pesos de proyectiles y tipos de balas calibre .30 que existen, el 300 Win Mag es aprovechado efectivamente para la caza de una gran variedad de especies de interés cinegético y en diferentes condiciones geográficas.
Probablemente el peso más popular utilizado por cazadores con el .300 Win Mag, es el proyectil de 180 granos, otorgándole un balance perfecto entre energía, trayectoria y alto coeficiente balístico, y la opción más adecuada para la caza de especies de mayor peso como wapitis y alces. Con un proyectil de 180 granos, el 300 Win Mag bordea los 3000 pies por segundo y con algunas recargas puede acercarse a los 3200 pies, logrando una performance parecida a la del .300 Weatherby Magnum.
Debido a la versatilidad del cartucho, el .300 Winchester Magnum es una opción para quien prefiera una sola arma para la caza de diferentes especies de caza mayor, ya que eligiendo el proyectil del peso y construcción adecuada podrá abatir eficazmente a cualquier presa en los cinco continentes, limitándose solamente a animales peligrosos de pellejo grueso como, por ejemplo, el elefante, búfalo o rinoceronte. Es por esta razón que munición .300 Winchester Magnum es relativamente fácil de encontrar en cualquier país del mundo donde se practica la caza mayor. El ser también una opción para la práctica del tiro deportivo, ha contribuido también con su popularidad a nivel mundial, al punto de ser el cartucho "Magnum" más popular del mundo. 

## Popularidad

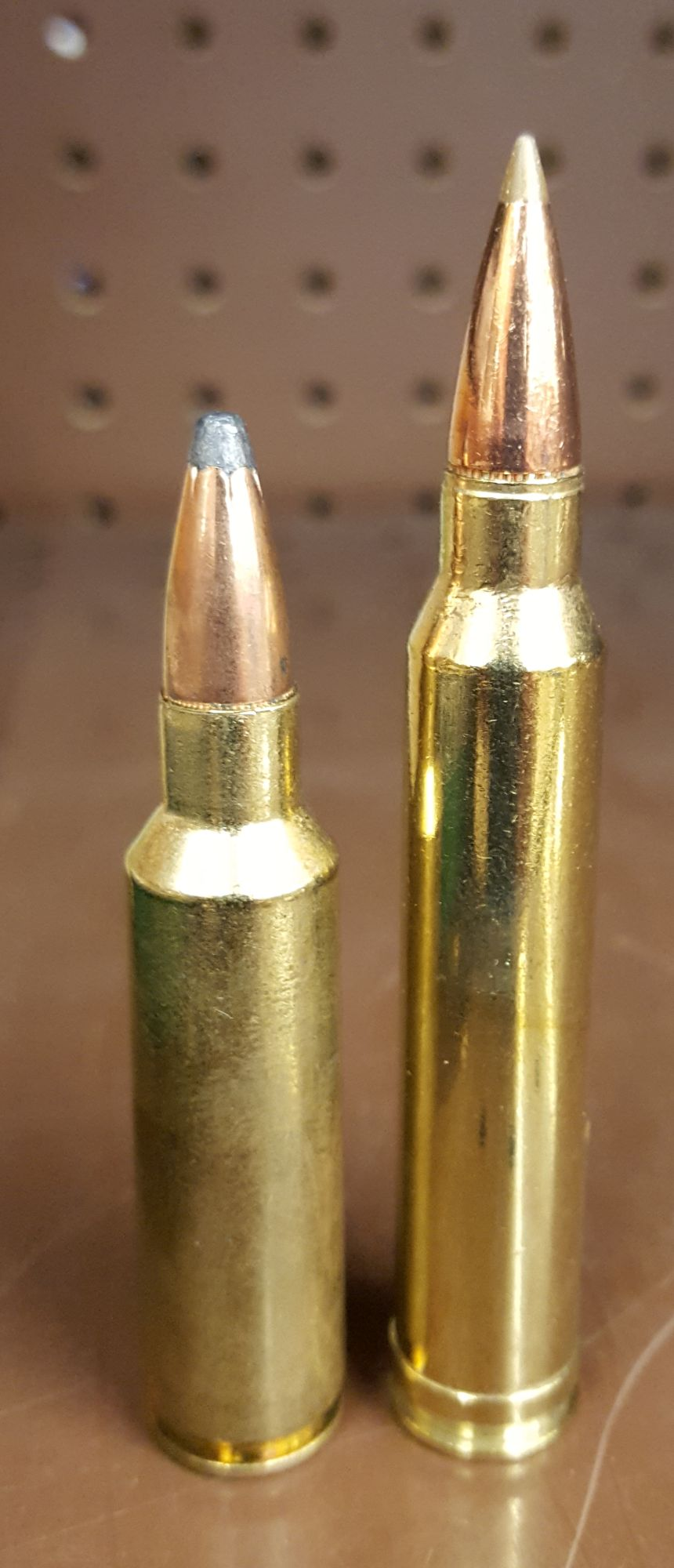
.300 Winchester Short Magnum comparado con el .300 Winchester Magnum.

Al igual que otros cartuchos de la familia Winchester Magnum, la popularidad del .300 se basa en gran parte debido a que se basa en el casquillo Holland & Holland pero acortado a 2.5", que le de una longitud de cartucho máxima de 3.34 pulgadas, permitiéndole ser utilizado en fusiles con mecanismos de cerrojo de longitud media o estándar, como el Winchester Modelo 70, el Remington 700 o el Ruger M77, concebidos para alimentar cartuchos de la longitud promedio de la familia del 30-06 Springfield, como el .270 Winchester y el.25-06 Remington; y que lo mantiene como el más popular de los .300 Magnum entre los cazadores y tiradores deportivos alrededor del mundo, a pesar de ser superado balísticamente, aunque no de manera significativa, por algunos cartuchos más potentes como el .300 Weatherby Magnum, .30-378 Weatherby Magnum, .30 Nosler, o el .300 Remington Ultra Magnum.
Las prestaciones del 300 Winchester Magnum prácticamente replican al .308 Norma Magnum, también desarrollado en base al 300 H&H mag, y también son similares a las del más moderno .300 Winchester Short Magnum cuando ambos son comparados con los proyectiles de pesos livianos (150 a 168 granos), aunque en munición con proyectiles de pesos de a partir de 180 granos, el 300 Win Mag es ligeramente superior. Si bien el 300 WSM puede ser alimentado de un mecanismo de acción corta, de la misma longitud que el .308 Winchester o el 6.5 Creedmoor, la alimentación del 300 Win Mag es más fiable y suave.
Una de las críticas que se le hacen al 300 Win Mag es el diseño del casquillo, que tiene un cuello relativamente corto, que fue desarrollado de esta manera por Winchester con el objetivo de cargar la mayor cantidad de pólvora, pero que según algunos expertos podría afectar la precisión, algo que nunca se ha comprobado en la práctica. 
Si bien es un cartucho de popular elección para cazar ungulados de gran tamaño como el wapiti o el kudú por generar mayor energía que los cartuchos calibre 7,62 mm convencionales, el .300 Win Mag, es comúnmente usado para cazar todo tipo de cérvidos, como el venado de cola blanca, el ciervo mulo y cabras de todo peso alrededor del mundo.
Actualmente el .300 Winchester Magnum es el calibre "Magnum" comercial más popular, incluso superando en ventas al 7mm Rem Mag. 

## Aplicaciones militares

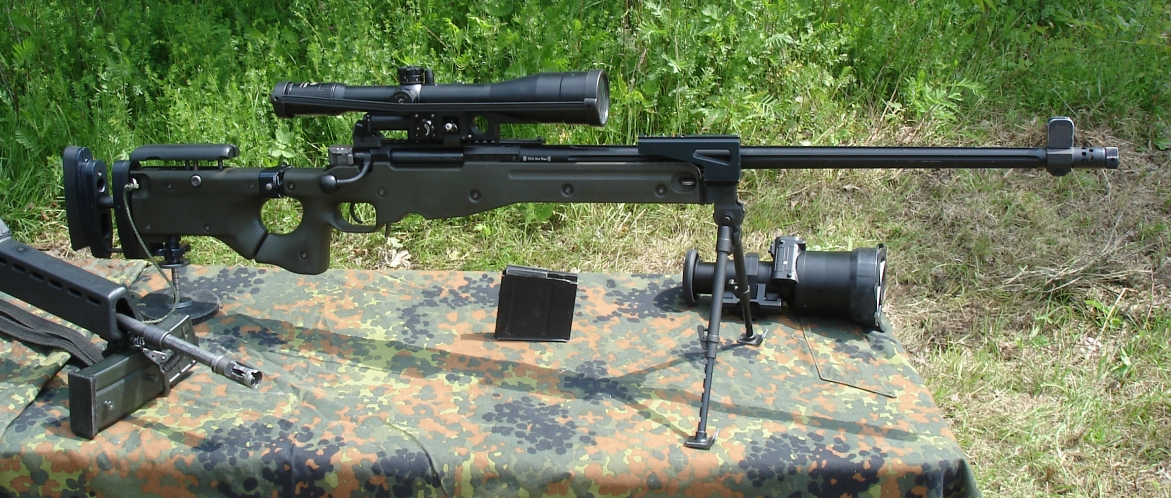
Un fusil G22 del Bundeswehr.

- Alemania – Fusil G22 del Bundeswehr
- Estados Unidos – Fusil de francotirador M86, M24 SWS.
- Estados Unidos Fusil de francotirador Mk13

## Cartuchos Alternos
- .300 Winchester Short Magnum
- .300 Weatherby Magnum
- .300 Holland & Holland Magnum
- .30-378 Weatherby Magnum
- .300 Remington Ultra Magnum
- .308 Norma Magnum
- .300 Norma Magnum
- .300 PRC
- 30 Nosler